# Lithium-Ionen-Kondensator

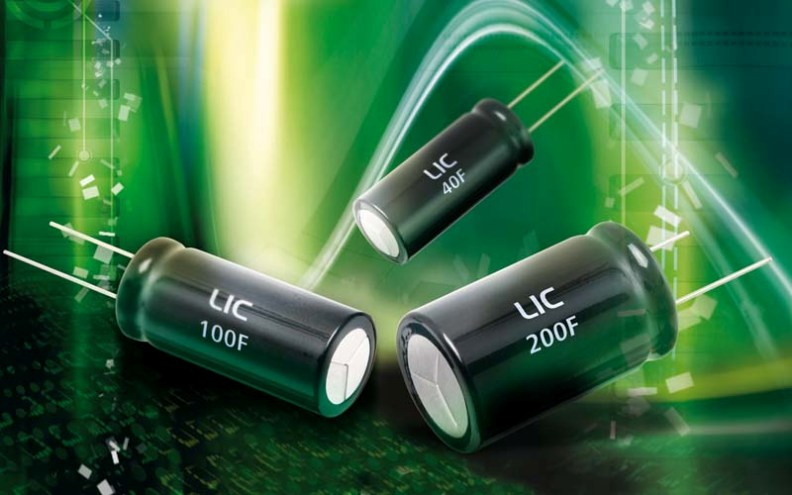
Radiale Lithium-Ionen-Kondensatoren bis 200 F für Leiterplattenmontage

Lithium-Ionen-Kondensatoren (englisch lithium ion capacitor, LIC) sind Superkondensatoren mit asymmetrischen, d. h. unterschiedlich aufgebauten Elektroden. Sie gehören in die Gruppe der sogenannten Hybridkondensatoren. Ihre elektrische Kapazität setzt sich zusammen aus der Serienschaltung einer positiven Elektrode eines herkömmlichen Doppelschichtkondensators mit einer statischen Doppelschichtkapazität und einer zweiten, aus einem Akkumulator stammenden und mit Lithiumionen dotierten negativen Elektrode mit einer zusätzlichen, sehr hohen elektrochemischen Pseudokapazität.
Die Dotierung der negativen Elektrode bewirkt, dass die Spannungsfestigkeit des Kondensators etwa 3,8 V beträgt. Da die gespeicherte Energie eines Kondensators quadratisch mit der Spannung anwächst, ist die Energiedichte (Speicherfähigkeit) von Lithium-Ionen-Kondensatoren mit etwa 3,8 V deutlich höher als die von herkömmlichen Doppelschichtkondensatoren mit 2,5 V. Zugleich behalten Lithium-Ionen-Kondensatoren die sehr hohe Leistungsdichte von Doppelschichtkondensatoren, besitzen also die Fähigkeit zur schnellen Be- und Entladung gekoppelt mit einer großen Zyklusfestigkeit und langer Lebensdauer, wodurch sie deutliche Vorteile gegenüber Lithium-Ionen-Akkumulatoren aufweisen.
Ihre Eigenschaft der schnellen Lade- und Entladefähigkeit gekoppelt mit einer vergleichsweise hohen Energiedichte macht Lithium-Ionen-Kondensatoren für den Einsatz bei neuen Konzepten der Elektromobilität attraktiv. Beispielsweise kommen sie als Speicher für die Rückgewinnung von Bremsenergie (Rekuperation) sowie als Energielieferant bei Lastspitzenbedarf in Bahnen, Bussen und in Kraftfahrzeugen in Frage.
| \| \| \| \| \| Superkondensatoren \| \| \| \| \| \| \| \| \| \| \| \| \| \| \| \| \| \| \| \| \| \| \| \| \| \| \| \| \| \| \| \| \| \| \| \| \| \| \| \| \| Doppelschichtkondensatoren (elektrostatisch, Helmholtz-Schicht) Doppelschichtkapazität \| Doppelschichtkondensatoren (elektrostatisch, Helmholtz-Schicht) Doppelschichtkapazität \| Doppelschichtkondensatoren (elektrostatisch, Helmholtz-Schicht) Doppelschichtkapazität \| Doppelschichtkondensatoren (elektrostatisch, Helmholtz-Schicht) Doppelschichtkapazität \| Doppelschichtkondensatoren (elektrostatisch, Helmholtz-Schicht) Doppelschichtkapazität \| Doppelschichtkondensatoren (elektrostatisch, Helmholtz-Schicht) Doppelschichtkapazität \| \| \| Pseudokondensatoren (elektrochemisch, Faradaysch) Pseudokapazität \| Pseudokondensatoren (elektrochemisch, Faradaysch) Pseudokapazität \| Pseudokondensatoren (elektrochemisch, Faradaysch) Pseudokapazität \| Pseudokondensatoren (elektrochemisch, Faradaysch) Pseudokapazität \| Pseudokondensatoren (elektrochemisch, Faradaysch) Pseudokapazität \| Pseudokondensatoren (elektrochemisch, Faradaysch) Pseudokapazität \| \| Doppelschichtkondensatoren (elektrostatisch, Helmholtz-Schicht) Doppelschichtkapazität \| Doppelschichtkondensatoren (elektrostatisch, Helmholtz-Schicht) Doppelschichtkapazität \| Doppelschichtkondensatoren (elektrostatisch, Helmholtz-Schicht) Doppelschichtkapazität \| Doppelschichtkondensatoren (elektrostatisch, Helmholtz-Schicht) Doppelschichtkapazität \| Doppelschichtkondensatoren (elektrostatisch, Helmholtz-Schicht) Doppelschichtkapazität \| Doppelschichtkondensatoren (elektrostatisch, Helmholtz-Schicht) Doppelschichtkapazität \| \| \| Pseudokondensatoren (elektrochemisch, Faradaysch) Pseudokapazität \| Pseudokondensatoren (elektrochemisch, Faradaysch) Pseudokapazität \| Pseudokondensatoren (elektrochemisch, Faradaysch) Pseudokapazität \| Pseudokondensatoren (elektrochemisch, Faradaysch) Pseudokapazität \| Pseudokondensatoren (elektrochemisch, Faradaysch) Pseudokapazität \| Pseudokondensatoren (elektrochemisch, Faradaysch) Pseudokapazität \| \| \| \| \| \| \| \| \| \| \| \| \| \| \| \| \| \| \| \| \| Hybridkondensatoren (Elektrostatisch und elektrochemisch, Faradaysch) Doppelschicht- plus Pseudokapazität \| \| \| \| \| \| \| \| \| \| |                                                                                        |                                                                                        |                                                                                        | |                                                                                        |  |  |                                                                   |                                                                   |                                                                   |                                                                   |                                                                   |                                                                   |
| |                                                                                        |                                                                                        |                                                                                        | Superkondensatoren                                                                                        |                                                                                        |  |  |                                                                   |                                                                   |                                                                   |                                                                   |                                                                   |                                                                   |
| |                                                                                        |                                                                                        |                                                                                        | |                                                                                        |  |  |                                                                   |                                                                   |                                                                   |                                                                   |                                                                   |                                                                   |
| |                                                                                        |                                                                                        |                                                                                        | |                                                                                        |  |  |                                                                   |                                                                   |                                                                   |                                                                   |                                                                   |                                                                   |
| Doppelschichtkondensatoren (elektrostatisch, Helmholtz-Schicht) Doppelschichtkapazität | Doppelschichtkondensatoren (elektrostatisch, Helmholtz-Schicht) Doppelschichtkapazität | Doppelschichtkondensatoren (elektrostatisch, Helmholtz-Schicht) Doppelschichtkapazität | Doppelschichtkondensatoren (elektrostatisch, Helmholtz-Schicht) Doppelschichtkapazität | Doppelschichtkondensatoren (elektrostatisch, Helmholtz-Schicht) Doppelschichtkapazität                    | Doppelschichtkondensatoren (elektrostatisch, Helmholtz-Schicht) Doppelschichtkapazität |  |  | Pseudokondensatoren (elektrochemisch, Faradaysch) Pseudokapazität | Pseudokondensatoren (elektrochemisch, Faradaysch) Pseudokapazität | Pseudokondensatoren (elektrochemisch, Faradaysch) Pseudokapazität | Pseudokondensatoren (elektrochemisch, Faradaysch) Pseudokapazität | Pseudokondensatoren (elektrochemisch, Faradaysch) Pseudokapazität | Pseudokondensatoren (elektrochemisch, Faradaysch) Pseudokapazität |
| Doppelschichtkondensatoren (elektrostatisch, Helmholtz-Schicht) Doppelschichtkapazität | Doppelschichtkondensatoren (elektrostatisch, Helmholtz-Schicht) Doppelschichtkapazität | Doppelschichtkondensatoren (elektrostatisch, Helmholtz-Schicht) Doppelschichtkapazität | Doppelschichtkondensatoren (elektrostatisch, Helmholtz-Schicht) Doppelschichtkapazität | Doppelschichtkondensatoren (elektrostatisch, Helmholtz-Schicht) Doppelschichtkapazität                    | Doppelschichtkondensatoren (elektrostatisch, Helmholtz-Schicht) Doppelschichtkapazität |  |  | Pseudokondensatoren (elektrochemisch, Faradaysch) Pseudokapazität | Pseudokondensatoren (elektrochemisch, Faradaysch) Pseudokapazität | Pseudokondensatoren (elektrochemisch, Faradaysch) Pseudokapazität | Pseudokondensatoren (elektrochemisch, Faradaysch) Pseudokapazität | Pseudokondensatoren (elektrochemisch, Faradaysch) Pseudokapazität | Pseudokondensatoren (elektrochemisch, Faradaysch) Pseudokapazität |
| |                                                                                        |                                                                                        |                                                                                        | |                                                                                        |  |  |                                                                   |                                                                   |                                                                   |                                                                   |                                                                   |                                                                   |
| |                                                                                        |                                                                                        |                                                                                        | Hybridkondensatoren (Elektrostatisch und elektrochemisch, Faradaysch) Doppelschicht- plus Pseudokapazität |                                                                                        |  |  |                                                                   |                                                                   |                                                                   |                                                                   |                                                                   |                                                                   |

## Prinzipieller Aufbau, Speicherprinzipien und Familienzuordnung

### Prinzipieller Aufbau

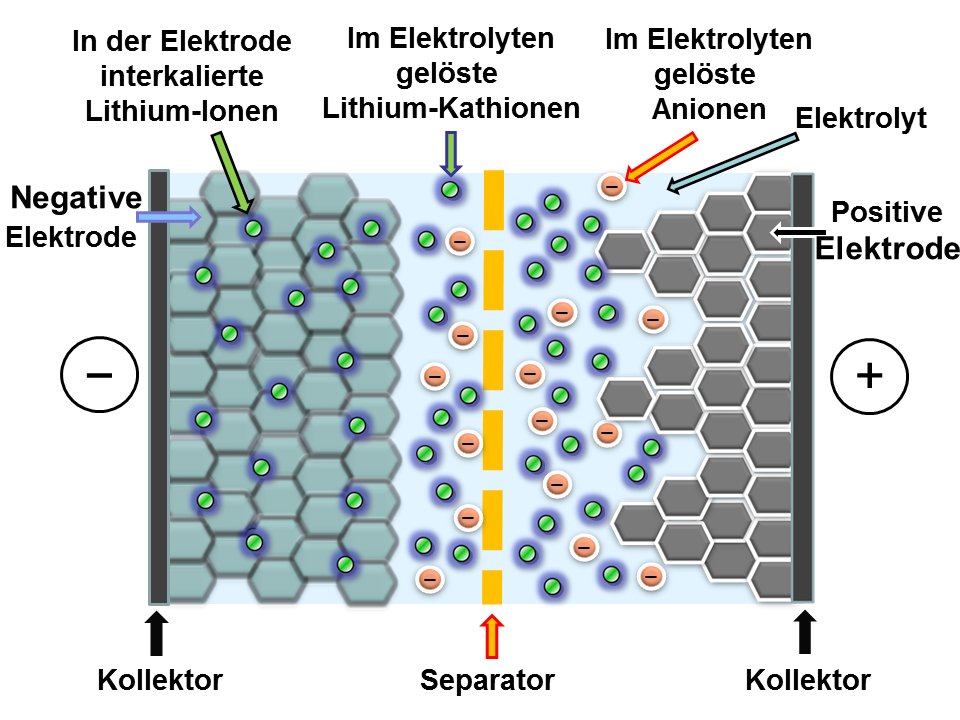
Prinzipieller Aufbau eines Lithium-Ionen-Kondensators

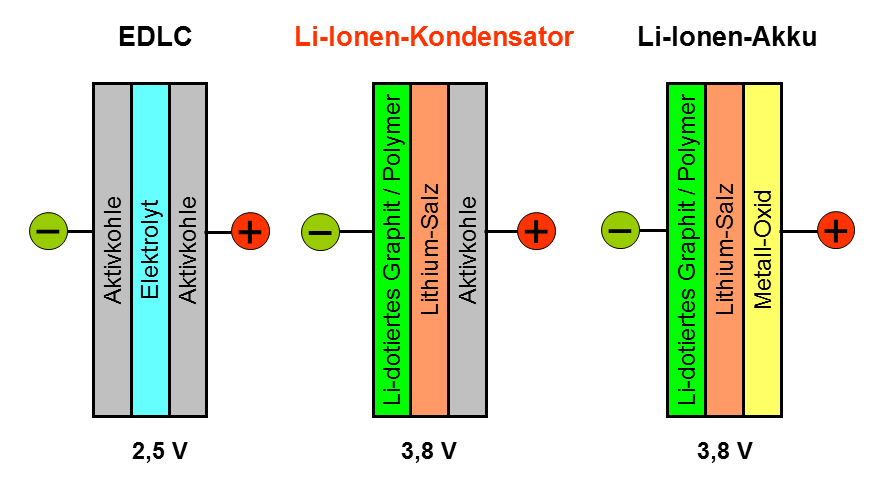
Prinzipieller Unterschied im Aufbau von EDLCs, LIC und Li-Ion-Akkus

Lithium-Ionen-Kondensatoren ähneln von der Grundkonstruktion her den Doppelschichtkondensatoren. Sie bestehen ebenfalls aus zwei großflächigen Elektroden, die mit einem leitfähigen Elektrolyten, einem Ionenleiter, elektrisch miteinander verbunden sind. Die Elektroden werden durch eine elektrisch durchlässige Membran (Separator) getrennt und gegen eine direkte Berührung gegeneinander und somit chemisch isoliert. Flächige Stromableiter (Kollektoren) kontaktieren die jeweilige Elektrode und verbinden sie mit den äußeren Anschlüssen. Diese Unterteile können zu einem Wickel gewickelt werden oder aber in mehreren Lagen zu einem Stapel verarbeitet werden. Anschließend werden sie in einem gemeinsamen Gehäuse (Zelle) eingebaut und mehr oder weniger hermetisch verschlossen.
Lithium-Ionen-Kondensatoren unterscheiden sich allerdings in einer Hinsicht von herkömmlichen Doppelschichtkondensatoren, die zwei symmetrische statische Doppelschichtelektroden besitzen. Sie kombinieren eine Doppelschichtelektrode mit einer Batterie ähnlichen Elektrode und werden dadurch zu Hybridkondensatoren. Von den Lithium-Ionen-Akkumulatoren unterscheiden sich die Lithium-Ionen-Kondensatoren im Aufbau der positiven Elektrode, die bei den Li-Ion-Akkus eine elektrochemische Metall-Oxid-Elektrode ist.
Als Hybridkondensatoren besitzen die Lithium-Ionen-Kondensatoren zwei unterschiedliche Elektroden, die unterschiedliche Fähigkeiten besitzen. Die positive Elektrode eines LIC besteht meist aus Aktivkohle und entspricht damit einer herkömmlichen Elektrode eines Doppelschichtkondensators, die elektrische Energie statisch in einer elektrischen Helmholtz-Doppelschicht speichert.
Die Besonderheit beim Lithium-Ionen-Kondensator ist die negative elektrochemische Redox-Elektrode mit interkalierten Lithium-Ionen.
Sie besteht, je nach Hersteller, entweder ebenfalls aus speziell dafür geeigneter Aktivkohle oder Graphit, aus einem leitfähigen Polymer oder aus Graphen in Form von Kohlenstoffnanoröhren und speichert die elektrische Energie elektrochemischen in einer sogenannten Pseudokapazität über Redoxreaktionen verbunden mit faradayschen Ladungs-Transfer-Übergängen. Beide Speicherarten, die statische wie die faradaysche, besitzen eine lineare Abhängigkeit der gespeicherten elektrischen Energie zur Spannung am Kondensator. Neben Graphit kann jedoch alternativ auch Li4Ti5O12 als negative Elektrode verwendet werden, welches auch in Lithium-Ionen-Akkumulatoren eine hohe elektrochemische Belastbarkeit vorweist.

### Statisches und elektrochemisches Speicherprinzip

#### Statische Doppelschichtkapazität

Schematische Darstellung einer Doppelschicht an einer Elektrode (BMD Model).
1. Innere Helmholtz-Schicht (IHP = Inner Helmholtz Plane),
2. Äußere Helmholtz-Schicht (OHP = Outer Helmholtz Plane),
3. Diffuse Schicht,
4. Gelöste Kationen,
5. Adsorbiertes Ion (Redox-Ion, das zur Pseudokapazität beiträgt),
6. Moleküle des Elektrolyt-Lösungsmittels

Der physikalische Effekt, der in einer Helmholtz-Doppelschicht einer Elektrode auftritt, bewirkt, dass beim Anlegen einer Spannung sowohl im Oberflächenbereich einer Elektrode als auch im Elektrolyten jeweils eine elektrisch trennende Schicht, eine Doppelschicht, entsteht, die spiegelbildlich symmetrische auch an der zweiten Elektrode des Kondensators wiederzufinden ist. Die „Dicke“ einer Schicht im Elektrolyten liegt im Bereich des Durchmessers eines Lösungsmittelmoleküls, also etwa 0,1 bis 10 nm. An diesen Grenzschichten sammeln sich die anionischen beziehungsweise kationischen Ladungen beim Laden des Kondensators spannungsabhängig spiegelbildlich mit einer Adsorptionsreaktion statisch an. Die Ladungen der adsorbierten Ionen im Elektrolyten werden durch Gegenladungen in den Elektroden ausgeglichen.
Zwischen den angesammelten Ladungen, den Ionen im Elektrolyten und den Ionen in der Elektrode innerhalb der Phasengrenzen, kommt es zu einer Ladungstrennung mit der Bildung eines elektrischen Feldes, dessen Stärke der angelegten Spannung entspricht. Damit wird durch die Helmholtz-Doppelschicht ein statischer Kondensator gebildet. Beim Entladen verteilen die Ionen sich nach einer Desorptionsreaktion wieder im Elektrolyten.

#### Elektrochemische Pseudokapazität
Die Speicherung elektrischer Energie in einer Pseudokapazität erfolgt mit Hilfe einer einfachen reversiblen Redoxreaktion (Reduktions-Oxidations-Reaktion) zwischen der Elektrode und den Kationen im Elektrolyten, die an der Oberfläche der Elektrode abläuft. Beim Entladen geben die Kationen an der negativen Elektrode (Kathode) jeweils ein Elektron ab, welches über den externen Stromkreis zur positiven Elektrode (Anode) fließt. Gleichzeitig wandern gleich viele Anionen durch den Elektrolyten von der negativen zur positiven Elektrode. An der positiven Elektrode nehmen aber nicht die Ionen das Elektron wieder auf, sondern die dort vorhandenen und im geladenen Zustand stark ionisierten und daher recht „elektronenhungrigen“ Übergangsmetallionen.
Die Redoxreaktionen sind innerhalb enger Spannungsgrenzen wie eine Kapazität wirksam und können auch so gemessen werden, wobei allerdings im Gegensatz zu Akkumulatoren an den Elektroden keine Stoffänderung eintritt. Die Fähigkeit von Elektroden, Redoxreaktionen, die zu einer Pseudokapazität führt, zu bewerkstelligen, hängt vom Material der Elektroden ab. Dafür geeignet, weil sie die elektrochemischen Redoxreaktionen ermöglichen, sind Elektroden aus speziellen Aktivkohlen, leitfähigen Polymeren oder bestimmten Metallen oder Metalloxiden, die in das Elektrodenmaterial durch Dotierung eingebracht werden und mit Hilfe einer Interkalation, d. h. Einlagerung von Fremdatomen oder Verbindungen in die Zwischenräume von Schichtebenen, z. B. von Graphit, eingefügt, an denen dann die Redoxreaktionen mit den dafür geeigneten Kationen stattfinden.
Eine Pseudokapazität kann, bei gleichem Volumen oder gleichem Gewicht, eine bis zu 100-fach größere Kapazität bilden als eine statische Kapazität in einer Helmholtz-Doppelschicht. Das hängt von der Größe der beteiligten Atome ab, die meist deutlich kleiner als die Ionen im Elektrolyten sind. Außerdem sind die elektrochemischen Redoxreaktionen sehr schnell. Damit besitzen Lithium-Ionen-Kondensatoren einen wesentlichen Vorteil gegenüber Akkumulatoren: Der Lade- und Entladevorgang ist deutlich schneller als bei Akkumulatoren.

### Familienzuordnung
|                        |                        |                        |                        |                        |                        |  |  |                                                                 |                                                                 |                                                                 |                                                                 |                                                                 |                                                                 |                      |                      |                      |                      |                     |                     | Superkondensatoren                                                    |                          |                          |                          |                          |                          |                     |                     |                                                   |                                                   |                                                   |                                                   |                                                   |                                                   |                        |                        |                        |                        |  |  |  |  |  |  |  |  |  |  |  |  |  |  |  |  |  |  |  |  |  |  |  |  |  |  |  |  |  |  |
|                        |                        |                        |                        |                        |                        |  |  |                                                                 |                                                                 |                                                                 |                                                                 |                                                                 |                                                                 |                      |                      |                      |                      |                     |                     |                                                                       |                          |                          |                          |                          |                          |                     |                     |                                                   |                                                   |                                                   |                                                   |                                                   |                                                   |                        |                        |                        |                        |  |  |  |  |  |  |  |  |  |  |  |  |  |  |  |  |  |  |  |  |  |  |  |  |  |  |  |  |  |  |
|                        |                        |                        |                        |                        |                        |  |  |                                                                 |                                                                 |                                                                 |                                                                 |                                                                 |                                                                 |                      |                      |                      |                      |                     |                     |                                                                       |                          |                          |                          |                          |                          |                     |                     |                                                   |                                                   |                                                   |                                                   |                                                   |                                                   |                        |                        |                        |                        |  |  |  |  |  |  |  |  |  |  |  |  |  |  |  |  |  |  |  |  |  |  |  |  |  |  |  |  |  |  |
|                        |                        |                        |                        |                        |                        |  |  | Doppelschichtkondensatoren (elektrostatisch, Helmholtz-Schicht) | Doppelschichtkondensatoren (elektrostatisch, Helmholtz-Schicht) | Doppelschichtkondensatoren (elektrostatisch, Helmholtz-Schicht) | Doppelschichtkondensatoren (elektrostatisch, Helmholtz-Schicht) | Doppelschichtkondensatoren (elektrostatisch, Helmholtz-Schicht) | Doppelschichtkondensatoren (elektrostatisch, Helmholtz-Schicht) |                      |                      |                      |                      |                     |                     |                                                                       |                          |                          |                          |                          |                          |                     |                     | Pseudokondensatoren (elektrochemisch, Faradaysch) | Pseudokondensatoren (elektrochemisch, Faradaysch) | Pseudokondensatoren (elektrochemisch, Faradaysch) | Pseudokondensatoren (elektrochemisch, Faradaysch) | Pseudokondensatoren (elektrochemisch, Faradaysch) | Pseudokondensatoren (elektrochemisch, Faradaysch) |                        |                        |                        |                        |  |  |  |  |  |  |  |  |  |  |  |  |  |  |  |  |  |  |  |  |  |  |  |  |  |  |  |  |  |  |
|                        |                        |                        |                        |                        |                        |  |  | Doppelschichtkondensatoren (elektrostatisch, Helmholtz-Schicht) | Doppelschichtkondensatoren (elektrostatisch, Helmholtz-Schicht) | Doppelschichtkondensatoren (elektrostatisch, Helmholtz-Schicht) | Doppelschichtkondensatoren (elektrostatisch, Helmholtz-Schicht) | Doppelschichtkondensatoren (elektrostatisch, Helmholtz-Schicht) | Doppelschichtkondensatoren (elektrostatisch, Helmholtz-Schicht) |                      |                      |                      |                      |                     |                     |                                                                       |                          |                          |                          |                          |                          |                     |                     | Pseudokondensatoren (elektrochemisch, Faradaysch) | Pseudokondensatoren (elektrochemisch, Faradaysch) | Pseudokondensatoren (elektrochemisch, Faradaysch) | Pseudokondensatoren (elektrochemisch, Faradaysch) | Pseudokondensatoren (elektrochemisch, Faradaysch) | Pseudokondensatoren (elektrochemisch, Faradaysch) |                        |                        |                        |                        |  |  |  |  |  |  |  |  |  |  |  |  |  |  |  |  |  |  |  |  |  |  |  |  |  |  |  |  |  |  |
|                        |                        |                        |                        |                        |                        |  |  |                                                                 |                                                                 |                                                                 |                                                                 |                                                                 |                                                                 |                      |                      |                      |                      |                     |                     |                                                                       |                          |                          |                          |                          |                          |                     |                     |                                                   |                                                   |                                                   |                                                   |                                                   |                                                   |                        |                        |                        |                        |  |  |  |  |  |  |  |  |  |  |  |  |  |  |  |  |  |  |  |  |  |  |  |  |  |  |  |  |  |  |
|                        |                        |                        |                        |                        |                        |  |  |                                                                 |                                                                 |                                                                 |                                                                 |                                                                 |                                                                 |                      |                      |                      |                      |                     |                     |                                                                       |                          |                          |                          |                          |                          |                     |                     |                                                   |                                                   |                                                   |                                                   |                                                   |                                                   |                        |                        |                        |                        |  |  |  |  |  |  |  |  |  |  |  |  |  |  |  |  |  |  |  |  |  |  |  |  |  |  |  |  |  |  |
| Aktivkohle- elektroden | Aktivkohle- elektroden | Aktivkohle- elektroden | Aktivkohle- elektroden | Aktivkohle- elektroden | Aktivkohle- elektroden |  |  | Nanoröhrchen- elektroden                                        | Nanoröhrchen- elektroden                                        | Nanoröhrchen- elektroden                                        | Nanoröhrchen- elektroden                                        | Nanoröhrchen- elektroden                                        | Nanoröhrchen- elektroden                                        |                      |                      | Aerogel- elektroden  | Aerogel- elektroden  | Aerogel- elektroden | Aerogel- elektroden | Aerogel- elektroden                                                   | Aerogel- elektroden      |                          |                          | Polymer- elektroden      | Polymer- elektroden      | Polymer- elektroden | Polymer- elektroden | Polymer- elektroden                               | Polymer- elektroden                               |                                                   |                                                   | Metalloxid- elektroden                            | Metalloxid- elektroden                            | Metalloxid- elektroden | Metalloxid- elektroden | Metalloxid- elektroden | Metalloxid- elektroden |  |  |  |  |  |  |  |  |  |  |  |  |  |  |  |  |  |  |  |  |  |  |  |  |  |  |  |  |  |  |
| Aktivkohle- elektroden | Aktivkohle- elektroden | Aktivkohle- elektroden | Aktivkohle- elektroden | Aktivkohle- elektroden | Aktivkohle- elektroden |  |  | Nanoröhrchen- elektroden                                        | Nanoröhrchen- elektroden                                        | Nanoröhrchen- elektroden                                        | Nanoröhrchen- elektroden                                        | Nanoröhrchen- elektroden                                        | Nanoröhrchen- elektroden                                        |                      |                      | Aerogel- elektroden  | Aerogel- elektroden  | Aerogel- elektroden | Aerogel- elektroden | Aerogel- elektroden                                                   | Aerogel- elektroden      |                          |                          | Polymer- elektroden      | Polymer- elektroden      | Polymer- elektroden | Polymer- elektroden | Polymer- elektroden                               | Polymer- elektroden                               |                                                   |                                                   | Metalloxid- elektroden                            | Metalloxid- elektroden                            | Metalloxid- elektroden | Metalloxid- elektroden | Metalloxid- elektroden | Metalloxid- elektroden |  |  |  |  |  |  |  |  |  |  |  |  |  |  |  |  |  |  |  |  |  |  |  |  |  |  |  |  |  |  |
|                        |                        |                        |                        |                        |                        |  |  |                                                                 |                                                                 |                                                                 |                                                                 |                                                                 |                                                                 |                      |                      |                      |                      |                     |                     | Hybridkondensatoren (Elektrostatisch und elektrochemisch, Faradaysch) |                          |                          |                          |                          |                          |                     |                     |                                                   |                                                   |                                                   |                                                   |                                                   |                                                   |                        |                        |                        |                        |  |  |  |  |  |  |  |  |  |  |  |  |  |  |  |  |  |  |  |  |  |  |  |  |  |  |  |  |  |  |
|                        |                        |                        |                        |                        |                        |  |  |                                                                 |                                                                 |                                                                 |                                                                 |                                                                 |                                                                 |                      |                      |                      |                      |                     |                     |                                                                       |                          |                          |                          |                          |                          |                     |                     |                                                   |                                                   |                                                   |                                                   |                                                   |                                                   |                        |                        |                        |                        |  |  |  |  |  |  |  |  |  |  |  |  |  |  |  |  |  |  |  |  |  |  |  |  |  |  |  |  |  |  |
|                        |                        |                        |                        |                        |                        |  |  |                                                                 |                                                                 |                                                                 |                                                                 |                                                                 |                                                                 |                      |                      |                      |                      |                     |                     |                                                                       |                          |                          |                          |                          |                          |                     |                     |                                                   |                                                   |                                                   |                                                   |                                                   |                                                   |                        |                        |                        |                        |  |  |  |  |  |  |  |  |  |  |  |  |  |  |  |  |  |  |  |  |  |  |  |  |  |  |  |  |  |  |
|                        |                        |                        |                        |                        |                        |  |  |                                                                 |                                                                 |                                                                 |                                                                 | Komposit- elektroden                                            | Komposit- elektroden                                            | Komposit- elektroden | Komposit- elektroden | Komposit- elektroden | Komposit- elektroden |                     |                     | Asymmetrische Elektroden                                              | Asymmetrische Elektroden | Asymmetrische Elektroden | Asymmetrische Elektroden | Asymmetrische Elektroden | Asymmetrische Elektroden |                     |                     | Batterie- elektroden                              | Batterie- elektroden                              | Batterie- elektroden                              | Batterie- elektroden                              | Batterie- elektroden                              | Batterie- elektroden                              |                        |                        |                        |                        |  |  |  |  |  |  |  |  |  |  |  |  |  |  |  |  |  |  |  |  |  |  |  |  |  |  |  |  |  |  |

Durch die Kombination zweier unterschiedlicher Arten der Speicherung elektrischer Energie in einem Bauelement, einer elektrostatischen Kapazität an der Helmholtz-Doppelschicht und einer elektrochemischen Redox-Pseudokapazität, ist es erforderlich, eine Systematik der daraus resultierenden Bauelemente zu erstellen. Diese Familienzuordnung führt zu einem Stammbaum, der die Trennung in reine Doppelschichtkondensatoren, in Pseudokondensatoren sowie in Kondensatoren, die beide Effekte in sich tragen, den Hybridkondensatoren unter dem Oberbegriff „Superkondensatoren“ bildet. Basis dieser Unterteilung ist die Konstruktion der jeweiligen Elektroden, deren Eigenschaften die Funktion der Kondensatoren bestimmt. In der Industrie werden Superkondensatoren auch oft Ultrakondensatoren genannt.

## Funktionsweise und Eigenschaften

### Funktionsweise

Funktionsweise von Lithium-Ionen-Kondensatoren
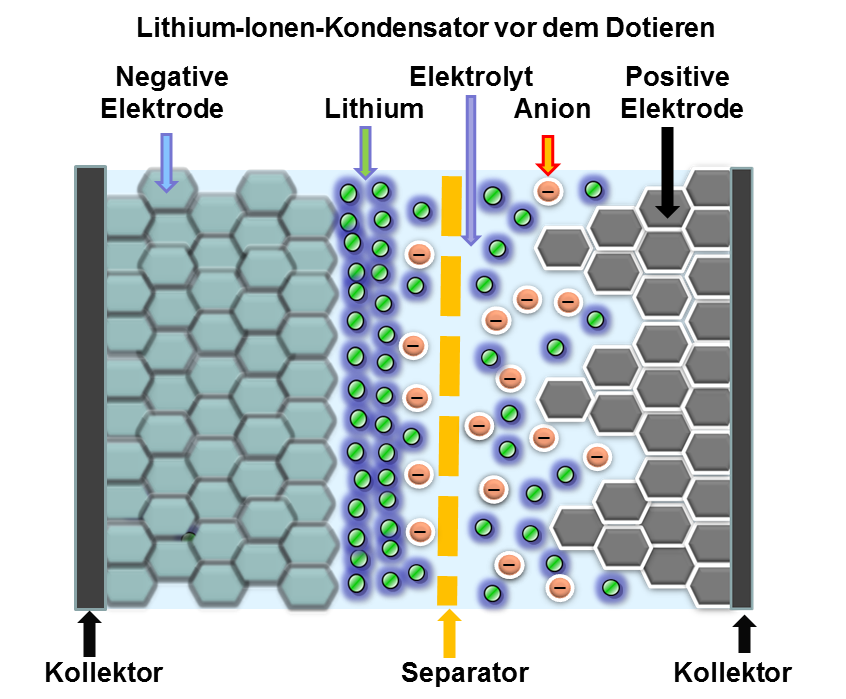
Lithium-Ionen-Kondensator vor dem Dotieren der negativen Elektrode mit Lithium
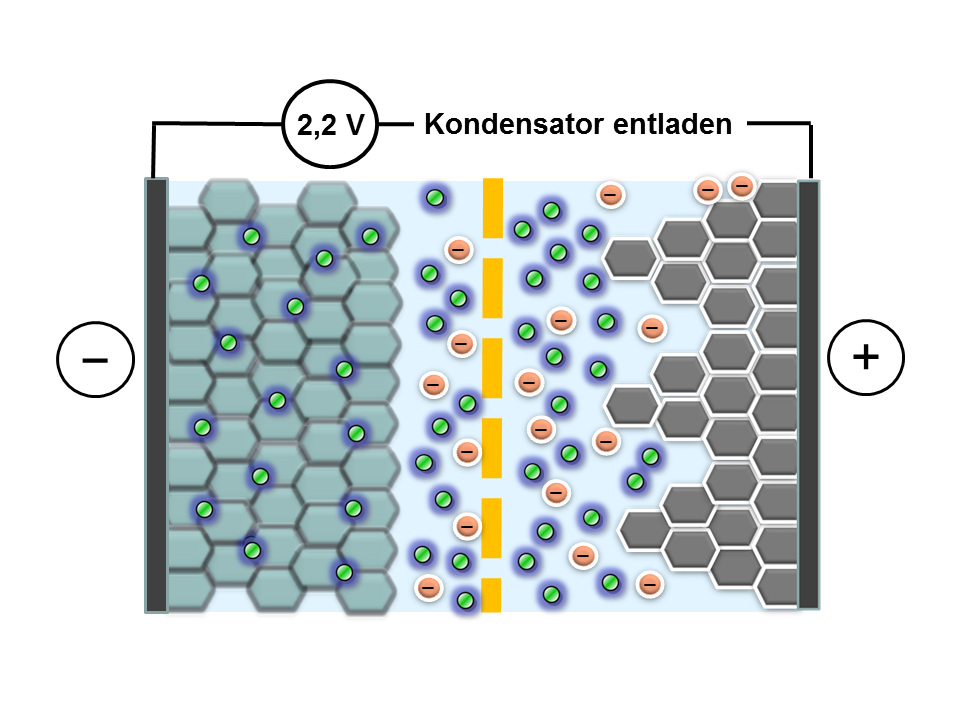
Verteilung der Ionen im entladenen Kondensator
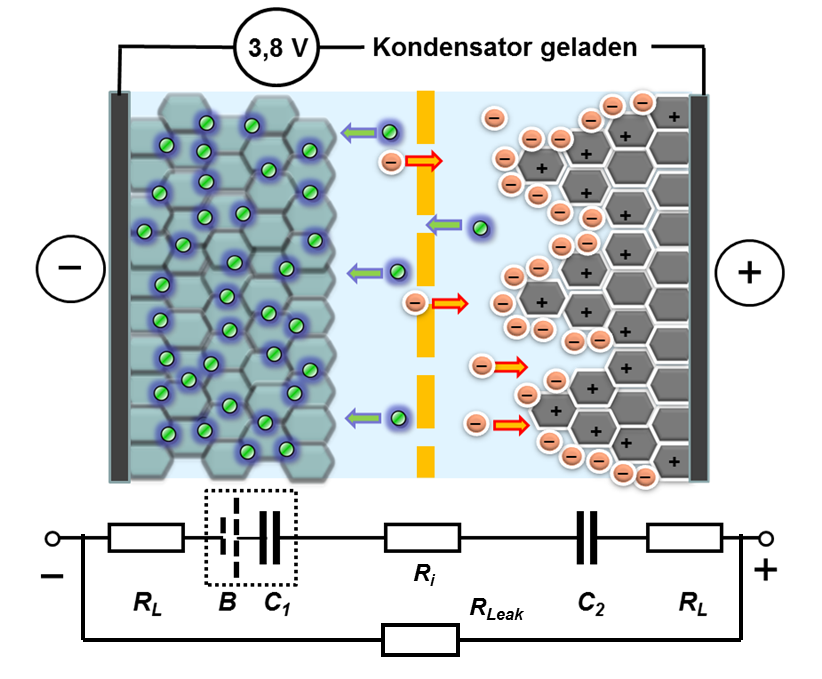
Verteilung der Ionen im geladenen Kondensator sowie das aus dem Aufbau abgeleitete Ersatzschaltbild

Lithium-Ionen-Kondensatoren (LIC) gehören zur Familie der Superkondensatoren und sind darin Hybridkondensatoren mit asymmetrischen Elektroden. Sie kombinieren eine statische Doppelschichtelektrode mit einer elektrochemischen Redox-Elektrode, die mit interkalierten Lithium-Ionen dotiert ist und die beide durch einen Lithium-haltigen Elektrolyten elektrisch miteinander verbunden sind.
Beim Anlegen einer Spannung an den Kondensator dissoziieren die Ladungsträger im Elektrolyten in ihre positiven (Kationen) und negativen Ladungen (Anionen). An der positiven Elektrode eines LIC, die meist aus Aktivkohle besteht, reichern sich dann beim Laden des Kondensators die anionischen Ladungen spannungsabhängig mit einer Adsorptionsreaktion statisch an der Doppelschicht an. Damit bildet sich an der positiven Elektrode des LICs ein interner Kondensator mit der Kapazität, die sich aus der Oberfläche der Elektrode und dem durch die Doppelschicht gegebenen Abstand ergibt.
Die Besonderheit beim Lithium-Ionen-Kondensator ist die negative elektrochemische Redox-Elektrode. Sie besteht, je nach Hersteller, entweder ebenfalls aus Aktivkohle oder Graphit, aus einem leitfähigen Polymer oder aus Graphen in Form von Kohlenstoffnanoröhren. In die negative Elektrode des Lithium-Ionen-Kondensators werden während des Herstellprozesses positiv geladene Lithiumatome durch Dotierung in die Zwischenräume von Schichtebenen des Elektrodenmaterials eingelagert (interkaliert). Dort geben sie eine Ladung in Form eines Elektrons an das Material der Elektrode weiter, wodurch ein Elektronenüberschuss erzeugt wird und das Potential dieser Elektrode abgesenkt wird. Dieser Effekt hat Auswirkungen, als wäre in die negative Elektrode ein galvanisches Element eingebaut, das eine Vorspannung (Klemmenspannung) von etwa 2,2 bis 3 V erzeugt. Der Lithium-Ionen-Kondensator wird erst dann geladen, wenn die am Kondensator anliegende Spannung größer als die Klemmenspannung ist. Dann wandern die im Elektrolyten verteilten positiven Lithiumionen an negative Elektrode, können dort ebenfalls eine Interkalationsverbindung eingehen und mit einer Redoxreaktion ihre Ladung abgeben. Die negativ geladene Elektrode bildet damit einen internen Kondensator, dessen Kapazität sich aus der Pseudokapazität der interkalierten Lithium-Ionen ergibt.

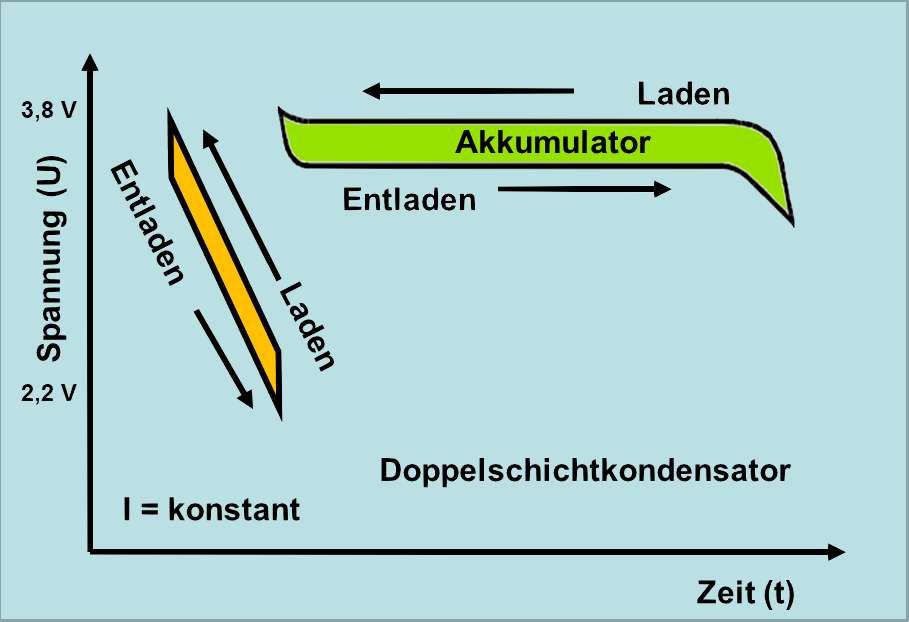
Lithium-Ionen-Kondensatoren haben ein lineares Lade-Entladeverhalten und unterscheiden sich damit deutlich von Akkumulatoren

Da sowohl die elektrostatische Energiespeicherung an der Doppelschicht als auch die Redox-Reaktionen bei der Pseudokapazität sich linear zur gespeicherten Ladung im Kondensator verhalten, entspricht der Spannungsverlauf am Kondensator der gespeicherten Energie. Das unterscheidet die Kondensatoren von den Akkumulatoren, deren Spannung an den Anschlüssen unabhängig vom Ladezustand weitgehend konstant bleibt.
Die negativ und die positiv geladenen Elektroden bilden damit zwei interne Kondensatoren, deren Kapazitäten über den Elektrolyten in Serie geschaltet sind. Die Gesamtkapazität des Kondensators ergibt sich aus:
{\displaystyle C_{\text{gesamt}}={\frac {C_{1}\cdot C_{2}}{C_{1}+C_{2}}}}
mit {\displaystyle C_{1}} der Kapazität der dotierten Elektrode, {\displaystyle C_{2}} der Kapazität der Doppelschichtelektrode.
Aufgrund der sehr geringen Größe der Lithium-Ionen entsteht an der dotierten negativen Elektrode eine sehr hohe Ladungskonzentration, die zur Folge hat, dass die Pseudokapazität dieser Elektrode sehr groß wird, sehr viel größer als die Doppelschichtkapazität der positiven Elektrode. Der Wert der Pseudokapazität dieser Elektrode ist oft um eine Zehnerpotenz größer als der der statischen Doppelschichtkapazität.
Wenn aber bei einer Serienschaltung zweier Kondensatoren der Wert von {\displaystyle C_{1}} sehr viel größer als der Wert von {\displaystyle C_{2}} wird, dann bestimmt der kleinere Kapazitätswert {\displaystyle C_{2}} die Gesamtkapazität des Kondensators.
Somit entspricht die Gesamtkapazität eines Lithium-Ionen-Kondensators der (statischen) Kapazität der positiven Doppelschicht-Elektrode.
Wie oben beschrieben bewirkt die Dotierung der Anode eine Absenkung des Potentials im Mittel von etwa 2,5 V. Die Kathode hat in ihrer Doppelschicht eine Spannungsfestigkeit von etwa 1,3 V, so dass die Gesamt-Spannungsfestigkeit des Lithium-Ionen-Kondensators mit 3,8 V spezifiziert werden kann. Da die in einem Kondensator gespeicherte Energie {\displaystyle W} mit dem Quadrat der Spannung {\displaystyle U} ansteigt
{\displaystyle W={\frac {1}{2}}\cdot C\cdot U^{2}}
kann in einem Lithium-Ionen-Kondensator durch die auf 3,8 V erhöhte Spannungsfestigkeit deutlich mehr elektrische Energie als in einem herkömmlichen EDLC mit nur 2,5 V Spannungsfestigkeit gespeichert werden.
Die durch Dotierung der negativen Elektrode erzeugte Absenkung des Potentials darf im Betrieb des Kondensators allerdings nicht ausgenutzt werden. Das heißt, das in der Anode „wirksame galvanische Element“ ist nicht geeignet, mittels chemischer Prozesse wie in einem Lithium-Ionen-Akkumulator elektrische Energie abgeben zu können. Der LIC darf deshalb nicht bis auf 0 V entladen oder an den Anschlüssen kurzgeschlossen werden. Aufgrund des Aufbaus der Lithium-Ionen-Kondensatoren als Hybridkondensatoren mit einer Li-dotierten negativen Elektrode sind Lithium-Ionen-Kondensatoren außerdem gepolte Kondensatoren, die nur mit der richtigen Polarität betrieben werden dürfen.

### Eigenschaften
Lithium-Ionen-Kondensatoren sind erst in einigen wenigen Standardtypen auf dem Markt deren technische Beschreibungen teilweise noch sehr unvollständig sind. Trotzdem lassen sich aus den verfügbaren Daten Eigenschaften der LICs herausfiltern, mit denen sie mit anderen Bauelementen verglichen werden können.
| Kennwerte                                              | Elektrolyt- kondensatoren | Doppelschicht- kondensatoren | Super-, Ultra- kondensatoren | Lithium- Ionen- Kondensatoren | Lithium- Ionen- Akkumulatoren |
| ------------------------------------------------------ | ------------------------- | ---------------------------- | ---------------------------- | ----------------------------- | ----------------------------- |
| Betriebs- temperaturbereich in °C                      | −40…+125                  | −20…+70                      | −20…+70                      | −20…+70                       | −20…+60                       |
| Nennspannung pro Zelle in V                            | 4…550                     | 1,2…4                        | 2,5…4                        | 2,2…3,8                       | 2,5…4,2                       |
| Lade-/Entlade-Zyklenlebensdauer                        | unbegrenzt                | 105…106                      | 105…5 × 105                  | 104…5 ×105                    | 0,5…4 × 103                   |
| Kapazitätsbereich in F                                 | ≤ 1                       | 0,1…100                      | 100…6500                     | 300…2200                      | —                             |
| Kapazität pro Volumen in F/cm3                         | 0,001                     | 5…8                          | 8…10                         | 10…18                         | 1000                          |
| Energiedichte in Wh/kg                                 | —                         | 1,5…3,9                      | 4…9                          | 10…15                         | 95…190                        |
| Effektive Leistungsdichte (kW/kg)                      | > 100                     | 2…10                         | 3…10                         | 3…6                           | 0,3…1,5                       |
| Selbstentladung (Selbstentladezeit bei Raumtemperatur) | hoch (Tage)               | mittel (Wochen)              | mittel (Wochen)              | gering (Monate)               | gering (Monate)               |
| Wirkungsgrad in %                                      | 99                        | 95                           | 95                           | 90                            | 90                            |
| Lebensdauer bei Raumtemperatur in a                    | > 20                      | 5…10                         | 5…10                         | 5…10                          | 3…5                           |

Mit der Spannungsfestigkeit von Lithium-Ionen-Kondensatoren von etwa 3,8 V ist die Energiedichte (Speicherfähigkeit) deutlich höher als die von herkömmlichen Doppelschicht- und Superkondensatoren mit 2,5 V, jedoch deutlich geringer als bei Lithium-Ionen-Akkumulatoren. Dafür behalten Lithium-Ionen-Kondensatoren die sehr hohe Leistungsdichte von Doppelschichtkondensatoren, besitzen also die Fähigkeit zur schnellen Be- und Entladung, mit einer großen Zyklusfestigkeit, typische Angaben gehen schon bis zu 1 Million Zyklen. Diese große Zyklusfestigkeit verbunden mit einem größeren Temperaturbereich führt dazu, dass LICs eine deutlich längere Lebensdauer besitzen, als die Li-Akkus. Lebensdauerzeiten von 12 Jahren bei 30 °C mit einer Kapazitätsänderung von nur 15 % sind durchaus erreichbar und damit bieten die LI-Kondensatoren der Industrie und dem Verbraucher ein wichtiges Argument für einen Einsatz in autarken, netzunabhängigen Systemen oder zur Rekuperation von Bremsenergie. Auch beim Wirkungsgrad der Speicherung elektrischer Energie und bei der Selbstentladungsrate (< 5 % bei 25 °C über 3 Monate Lagerung) bieten LICs Vorteile gegenüber den LI-Akkus. Lithium-Ionen-Kondensatoren sind außerdem als „umweltfreundlich“ eingestuft, da in ihnen keine verbotenen Schwermetalle Verwendung finden.

## Aufbau

Bauformen von Lithium-Ionen-Kondensatoren
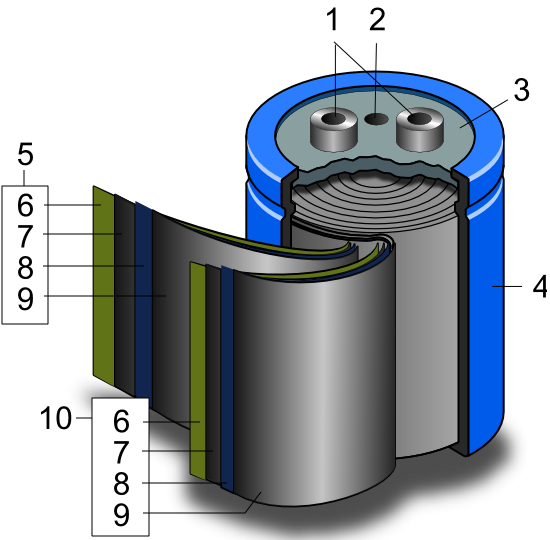
Schematischer Aufbau eines gewickelten Doppelschichtkondensators, 1. Anschlüsse, 2. Sicherheitsventil, 3. Abdichtscheibe, 4. Becher, 5. Positive Elektrode mit: 6. Separator, 7.,8.,9. doppelseitige Elektrode mit zentralem Kollektor, 10. Negative Elektrode
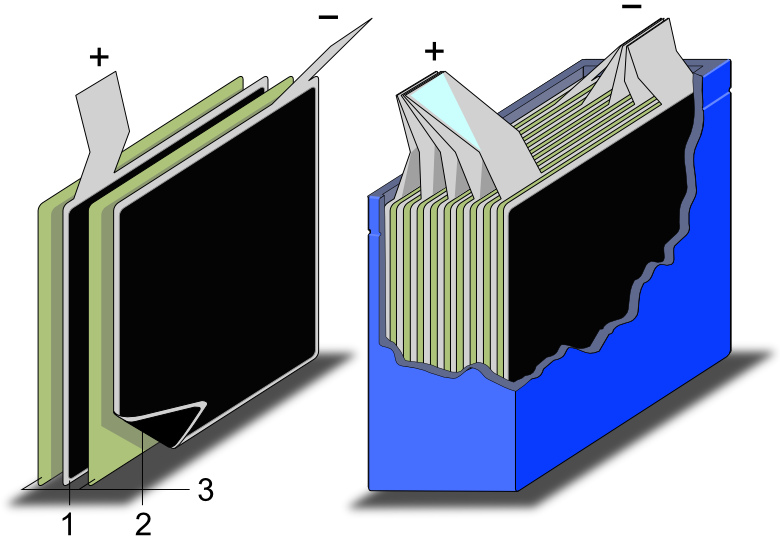
Schematischer Aufbau eines Doppelschichtkondensators mit gestapelten Elektroden, 1. positive Elektrode, 2. negative Elektrode, 3. Separator

Grundsätzlich bestehen alle Lithium-Ionen-Kondensatoren aus zwei unterschiedlichen Elektroden, die durch einen Separator voneinander getrennt sind und die über Kollektoren mit den Anschlüssen zur Außenwelt verbunden sind und die gemeinsam in einem möglichst dichten Gehäuse eingebaut sind. Die innere Konstruktion kann in geschichtet sein oder als Wickel hergestellt werden. Die Schichtung, bzw. der Wickel, umfasst nicht nur eine Separatorschicht zur mechanischen Trennung der Elektroden, sondern noch ein oder zwei weitere Separatorschichten, um die Zelle vor direktem metallischen Kontakt mit dem Metallgehäuse zu schützen. Dieser Aufbau eines Lithium-Ionen-Kondensators kann grundsätzlich nur mit der maximalen Zellenspannung belastet werden. Höhere Spannungsfestigkeiten werden durch Reihenschaltung mehrerer Kondensatoren erreicht.

### Inhaltsstoffe
Lithium-Ionen-Kondensatoren kommen gänzlich ohne Schwermetalle wie Cadmium, Blei und Quecksilber aus. Sie sind deshalb als umweltfreundlich eingestuft.
Lithium-Ionen-Kondensatoren unterscheiden sich in der Menge des verarbeiteten Lithiums deutlich von Lithium-Ionen-Akkumulatoren. Obwohl in der negativen Elektrode eine große Anzahl von Lithiumatomen eingebaut wird, ist der gesamte Anteil an Lithium im Kondensator relativ gering. Beispielsweise ist in einem 2000-F-Kondensator mit einem Gesamtgewicht von etwa 200 g nur eine Gesamtmasse von 0,3 g Lithium verbaut. Mit diesem geringen Anteil an Lithium entfallen gesetzliche Restriktionen hinsichtlich möglicher Gefährlichkeit, Brandgefahr oder Explosionsgefahr bei den Lithium-Ionen-Kondensatoren.

### Elektroden

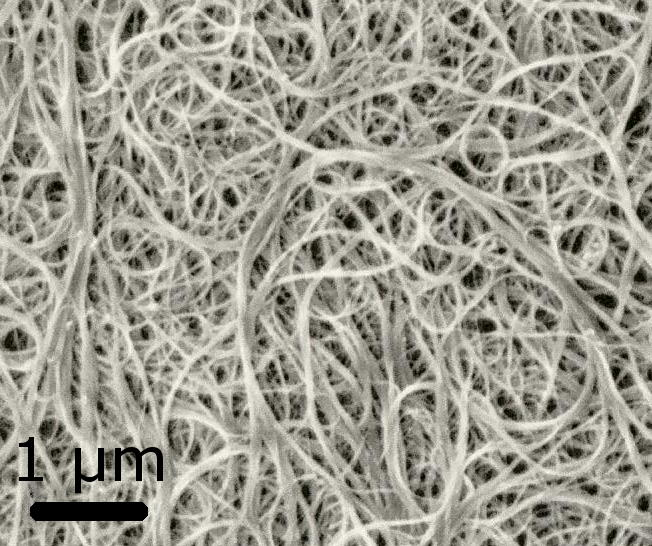
REM-Aufnahme von Kohlenstoff-Nanofasern mit Faserbündelstruktur, Oberfläche etwa 1500 m²/g

Lithium-Ionen-Kondensatoren besitzen als Hybridkondensatoren zwei unterschiedlich aufgebaute Elektroden mit unterschiedlichen Eigenschaften. Für die positive Elektrode soll sie besonders gute Eigenschaften zur Ausbildung einer statischen Doppelschichtkapazität aufweisen. Für die negative Elektrode soll sie eine große Fähigkeit zur Interkalation von Ionen zur Erzeugung einer großen Pseudokapazität besitzen.
Elektroden für Kondensatoren sollen zunächst grundsätzlich eine möglichst gute Leitfähigkeit besitzen. Darüber hinaus sollen sie für die statische Doppelschichtkapazität eine möglichst große Oberfläche bei kleinstem Volumen und Gewicht haben. Diese Forderung wird von Elektroden aus Aktivkohle, Graphit oder Graphen erfüllt.
Aktivkohle, Graphit oder Graphen besteht überwiegend aus Kohlenstoff und besitzt eine äußerst große Oberfläche. Sie beträgt bis zu 2000 m²/g. Entlang der Kristallebenen ist Kohlenstoff elektrisch sehr leitfähig und eignet sich deshalb gut als Elektrodenmaterial.
In der einfachsten Form werden diese Kohlenstoffelektroden aus gepresstem aktivierten Pulver mit hoch poröser Struktur verwendet. Die Poren sind wie bei einem Schwamm untereinander verbunden (offenporig) und bilden insgesamt die sehr große innere Oberfläche. Für eine Elektrode aus Aktivkohle mit 1000 m²/g ergibt sich bei einer typischen Doppelschichtkapazität von 10 µF/cm² eine spezifische Kapazität von 100 F/g. In einer weiteren Form kann Aktivkohle zu Kohlenstofffasern (engl. Activated Carbon Fiber, ACF), versponnen werden, die zu Gewebe für flexible Elektroden verarbeitet werden können. Die Oberfläche solcher Gewebe ist meist größer als die der schwammartigen Pulver und kann etwa 1500 m²/g erreichen. Elektroden aus Aktivkohle oder Graphit sind recht preiswert, nicht giftig und enthalten keine die Umwelt schädigenden Stoffe. Sie können außerdem aus preisgünstigen, natürlichen Ausgangsstoffen, wie z. B. Kokosnussschalen, Zucker oder Algen, hergestellt werden.
Die negative Elektrode der Lithium-Ionen-Kondensatoren muss aus einem speziell für die Erzeugung eine Pseudokapazität geeignetem Material hergestellt sein. Dazu muss sie die Fähigkeit zur Interkalation von Ionen besitzen. Dieses „Einbauen“ von Lithium-Atomen erfolgt sowohl als Teil des Herstellprozesses durch Dotierung als auch während des Betriebs beim Laden des Kondensators.
Auch die schon oben beschriebenen Materialien, Aktivkohle, Graphit und Graphen können eine große Pseudokapazität aufweisen, wenn die Porengröße in dem Material einen sehr kleinen Durchmesser hat. Die Fähigkeit der Aktivkohle, Fremdatome wie Lithium in den Zwischenlagen ihrer Kristallebenen einlagern zu können steigt deutlich an, wenn die Aktivkohle mit einem leitfähigen Polymer bedeckt ist.
Recht gut zur Interkalation geeignet sind auch Elektroden aus einem leitfähigen Polymer wie Polypyrrol, Polyanilin, Polythiophen oder Pentacen, einem Polyacene (PAS, polyacenic semiconductor). Sie sind preiswert herzustellen und haben eine große Ladungsträgerbeweglichkeit von bis zu 5 cm²/Vs. Das Material ist amorph in einer sehr porigen Struktur. Diese Struktur gestattet es, eine große Anzahl von Lithium-Ionen mit großer Stabilität speichern zu können. Li-dotiertes PAS hat die gleiche volumetrische Energiedichte wie metallisches Lithium, Elektroden aus einem leitfähigen Polymer weisen jedoch aufgrund chemischer Instabilitäten bei ihren elektrochemischen Reaktionen eine kürzere Lebensdauer und verringerte Zyklusfestigkeit auf gegenüber Aktivkohleelektroden auf. Gegenüber Li-Ion-Akkus ist die Lebensdauer und die Zyklusfestigkeit der LIC jedoch immer noch sehr viel größer.
Neuere Entwicklungen verwenden Elektroden in Form von Kohlenstoffnanoröhren oder Graphen. Graphen hat eine sehr große Oberfläche, ein Gramm davon hat eine Oberfläche von 2675 Quadratmetern. Forschern des MIT entwickelten Elektroden für Ultrakondensatoren mit Matten aus Kohlenstoffnanoröhren, die einen Durchmesser von 0,7 bis 2 nm mit einer Länge von einigen zehn µm haben und die eine theoretische Kapazität von 550 F/g erreichen können. Recht anschaulich wird diese Elektrode beim Beladen mit Ionen von J. Schindall dargestellt. Die zweidimensionale Struktur der Graphenschicht verbessert außerdem die Lade- und Entladegeschwindigkeit eines damit hergestellten Kondensators. Die Ladungsträger bei vertikal orientierten Graphen-Nanoschichten können schneller in die tieferen Strukturen der Elektrode hineinwandern bzw. herauskommen und beschleunigen damit die Schaltgeschwindigkeit.

### Elektrolyt
Der Elektrolyt in Lithium-Ionen-Kondensatoren ist die elektrisch leitfähige Verbindung der beiden Elektroden im Kondensator. Er soll die beim Laden des Kondensators benötigten Anionen für die Doppelschichtkapazität und die Kationen für die Redoxreaktionen der Pseudokapazität bereithalten. Seine Eigenschaften bestimmen das Spannungsfenster, in dem der Kondensator betrieben werden kann, seinen Temperaturbereich, den Innenwiderstand (ESR) und über seine Stabilität auch das Langzeitverhalten des Kondensators.
Ein Elektrolyt besteht immer aus einem Lösungsmittel in dem leitfähige Salze gelöst sind. Die Salze dissoziieren im Lösungsmittel zu positiven Kationen und negativen Anionen und machen den Elektrolyten leitfähig. Der Elektrolyt muss die porige, schwammartige oder vernetzte Struktur der Elektroden durchdringen können, seine Viskosität muss klein genug sein um die Elektrodenoberfläche voll benetzen zu können. Er muss außerdem chemisch inert sein und darf die Materialien des Kondensators chemisch nicht angreifen.
Der in Lithium-Ionen-Kondensatoren verwendete Elektrolyt ist meist wasserfrei und besteht aus organischen aprotischen Lösungsmitteln wie Ethylencarbonat, Propylencarbonat, Dimethylcarbonat, Diethylcarbonat oder 1,2-Dimethoxyethan und gelösten Lithiumsalzen wie beispielsweise LiPF6 oder Triazolate. Elektrolyte mit organischen Lösungsmitteln sind teurer als wässrige Elektrolyte haben aber eine höhere Dissoziations-Spannung von bis zu etwa 4 V und einen größeren Temperaturbereich. Ihre etwas geringere Leitfähigkeit gegenüber wässrigen Elektrolyten hat zwar eine geringere Leistungsdichte zur Folge, da jedoch die Energiedichte mit dem Quadrat der Spannung ansteigt, haben LICs mit organischen Lösungsmittelelektrolyten eine höhere Energiedichte als solche mit wässrigen Elektrolyten. Die Besonderheit an den Elektrolyten für Lithium-Ionen-Kondensatoren besteht darin, dass die Kationen für die Interkalation in die negative Elektrode sehr klein sein müssen. Das Lithiumsalz dissoziiert folglich so, dass Lithium im Elektrolyten in Form einzelner Atome auftritt. Nur dann können die erforderlichen faradayschen Ladungs-Transfer-Übergänge der Pseudokapazität auch stattfinden.

### Separatoren
Separatoren sollen die beiden Elektroden mechanisch voneinander trennen um einen Kurzschluss zu verhindern. Sie können sehr dünn sein (wenige hundertstel Millimeter) und müssen sehr porös sein um möglichst wenig zum Innenwiderstand (ESR) des Kondensators beizutragen. Außerdem müssen sie chemisch inert sein, um den Einfluss auf die Langzeitstabilität und die Leitfähigkeit des Elektrolyten gering zu halten. Preiswerte Lithium-Ionen-Kondensatoren verwenden offene Kondensatorpapiere als Separator, professionelle LICs verwenden poröse Kunststoff-Folien, Glasfasergewebe oder poröse Keramikgewebe als Separatoren.

### Kollektoren und Gehäuse
Die Kollektoren (Stromsammler) dienen dem elektrischen Kontaktieren des Elektrodenmaterials und verbinden diese mit den Anschlüssen des Kondensators. Sie müssen eine gute Leitfähigkeit besitzen, immerhin sollen Spitzenströme von bis zu 100 A problemlos auf die Kondensatorzelle verteilt bzw. von ihr abgenommen werden. Sofern das Gehäuse wie üblich aus einem Metall besteht, sollten Kollektoren und Gehäuse aus demselben Material bestehen, meist Aluminium, weil sich sonst in Anwesenheit eines Elektrolyten eine galvanische Zelle bilden würde, die zu Korrosion führen könnte. Die Kollektoren werden entweder in einem Sprühverfahren auf die Elektroden aufgesprüht oder bestehen aus einer Metallfolie, auf der die Elektrode angebracht ist.

## Elektrische Kennwerte

### Kapazität

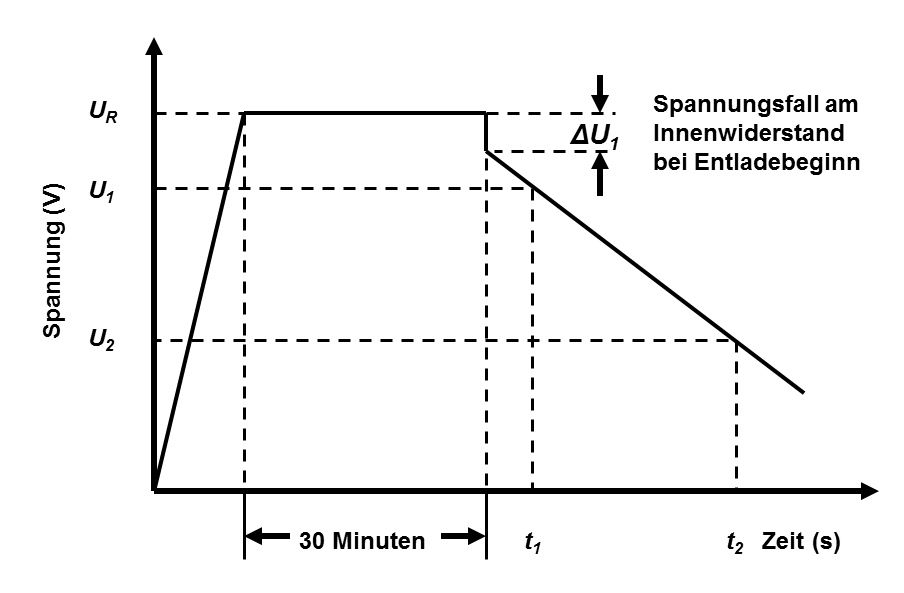
Messbedingungen zur Messung der Gleichspannungskapazität von Lithium-Ionen-Kondensatoren

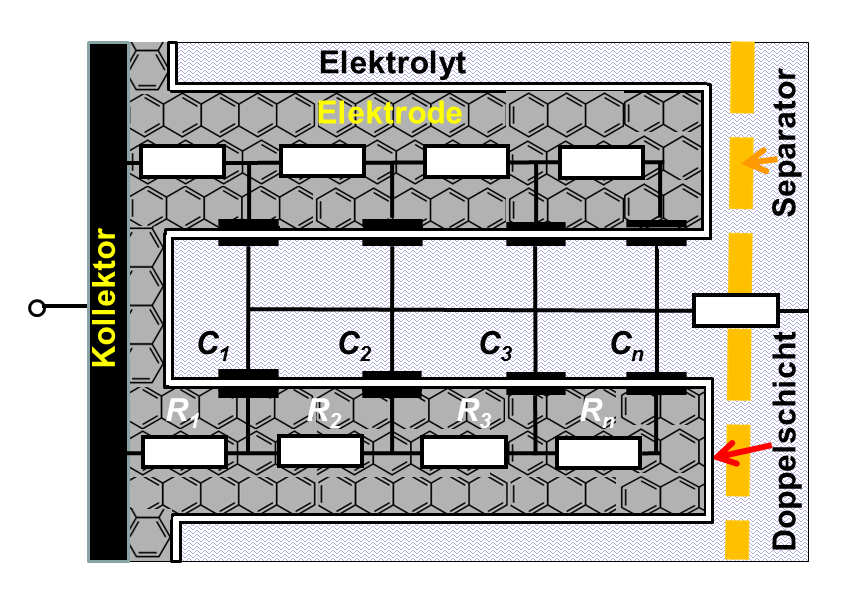
Schematische Darstellung des elektrischen Verhaltens in der porigen Struktur der Elektroden

Der von außen an den Anschlüssen eines Lithium-Ionen-Kondensators messbare Wert der Kapazität {\displaystyle C} ergibt sich aus dem Energieinhalt {\displaystyle W} eines mit der Ladespannung {\displaystyle U_{\text{Lade}}} geladenen Kondensators:
{\displaystyle W={\frac {1}{2}}\cdot C_{\text{gesamt}}\cdot U_{\text{Lade}}^{2},}
Diese Kapazität wird auch „Gleichspannungskapazität“ genannt. Sie wird nach geltender Norm (DIN EN 62391-1) gemessen, indem der Kondensator zunächst mit einer Konstantstromquelle auf seine Nennspannung geladen wird. Danach wird der Kondensator 30 Minuten auf diesem Spannungswert gehalten und dann mit einem definierten Entladestrom {\displaystyle I_{\text{Entlade}}} entladen, wobei dann die Zeit ermittelt wird, die vergeht, in der die Spannung von 80 % auf 40 % der Nennspannung abfällt. Die Kapazität ergibt sich dann gemäß der Definition en im nebenstehenden Bild aus der Formel:
{\displaystyle C_{\text{gesamt}}={\frac {C_{1}\cdot C_{2}}{C_{1}+C_{2}}}}
Die Messverfahren, die von den einzelnen Herstellern spezifiziert werden, können in einigen Details vom genormten Verfahren abweichen, siehe beispielsweise:
Die normgerechte aber sehr zeitaufwendige Messmethode zur Messung der Kapazität kann aus dem Energieinhalt {\displaystyle W} und durch eine Messung des Spannungsfalls von 90 % auf 70 % des Nennspannungswertes {\displaystyle U_{R}} nach folgender Formel berechnet werden
{\displaystyle C={\frac {2W}{(0{,}9U_{R})^{2}-(0{,}7U_{R})^{2}}}}:
Die Kapazität eines Lithium-Ionen-Kondensators ist sehr stark frequenzabhängig. Schon bei einer Messfrequenz von 10 Hz fällt der Messwert auf nur etwa 20 % des Gleichspannungswertes ab. Dieses Verhalten hängt zusammen mit der begrenzten Beweglichkeit der Ionen im Elektrolyten besonders in der porigen Struktur der Elektroden. Die Eigenschaften, die sich daraus ergeben, lassen sich elektrisch recht gut mit einer Reihenschaltung hintereinander geschalteter RC-Glieder beschreiben. Um die gesamte Kapazität einer Pore bis zum Ende der Pore auszunutzen, müssen alle Einzelkapazitäten über die seriellen RC-Zeitkonstanten erreicht werden, dabei muss der fließende Strom einen immer größer werdenden Leitungswiderstand überwinden. Somit wird die gesamte Kapazität des Kondensators nur nach längeren Einschaltzeiten erreicht. Beim Anlegen einer Wechselspannung, auch mit sehr kleiner Frequenz, wird nur die stark reduzierte Kapazität am Poreneingang genutzt.
Die Frequenzabhängigkeit der Kapazität hat auch Auswirkungen auf den Betrieb der Kondensatoren. Sollen die LICs mit schnellen Lade- und Entladezyklen betrieben werden, dann steht der Anwendung nicht mehr der volle Wert der Gleichspannungskapazität zur Verfügung. Der nutzbare Kapazitätswert ist kleiner und muss im Einzelfall der Applikation durch entsprechende Auswahl des Kondensators angepasst werden.

### Spannungsfestigkeit und Polarität

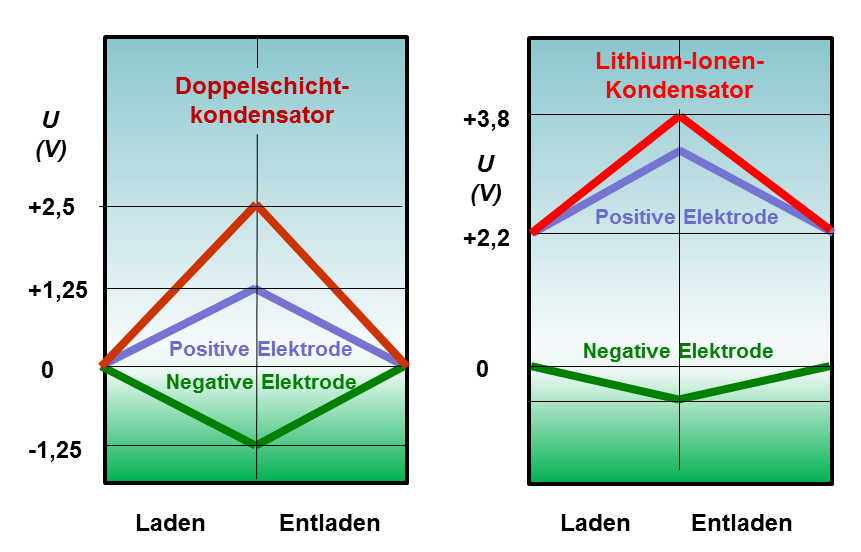
Spannungsverläufe in den Elektroden beim Laden und Entladen von Doppelschicht- und Lithium-Ionen-Kondensatoren sowie der daraus resultierende Gesamt-Spannungsverlauf

Die Spannungsfestigkeit von Lithium-Ionen-Kondensatoren ergibt sich aus der Summe der Spannungsfestigkeiten der beiden Elektroden. Durch die Dotierung mit Lithium entsteht in der negativen Elektrode, wenn sie mit Masse verbunden wird, eine Spannung von etwa 2,2 V. Zusammen mit der in Reihe liegenden positiven Doppelschichtelektrode, die mit etwa 1,3 V belastet werden kann und einer kleinen weiteren Spannungsabsenkung der negativen Elektrode von etwa 0,5 V ergibt sich die Gesamt-Spannungsfestigkeit eines Lithium-Ionen-Kondensators mit etwa 3,8 V. Der geringere Potentialunterschied zwischen ungeladenem und geladenem Zustand der beiden Elektroden lässt sich dadurch erklären, dass die Kapazität der negativen Elektroden sehr viel größer als die der positiven Elektrode ist und deshalb der Einfluss der Ladung auf die Spannung geringer ist. Herstellerspezifisch kann der Wert der gesamten Spannungsfestigkeit über- oder unterschritten werden. Wird eine höhere Spannung als der vom jeweiligen Hersteller spezifizierte Wert an den Kondensator angelegt und die maximale Dissoziationsspannung, bei der der Helmholtz-Effekt in der Doppelschicht stabil bleibt, überschritten, erfolgt eine elektrolytische Zersetzung des Elektrolyten. Dabei kann es zu chemischen Reaktionen kommen, die zur Gasbildung führen und damit den Kondensator zerstören können.
Lithium-Ionen-Kondensatoren sind gepolte Kondensatoren. Die Dotierung der negativen Elektrode kann zerstört werden, wenn der Kondensator mit seinem Pluspol auf Masse gelegt wird, kurzgeschlossen wird, mit Wechselspannung oder mit falscher Polarität betrieben wird. Eine untere Spannungsgrenze von etwa 2,2 V darf bei Lithium-Ionen-Kondensatoren nicht unterschritten werden.

### Innenwiderstand

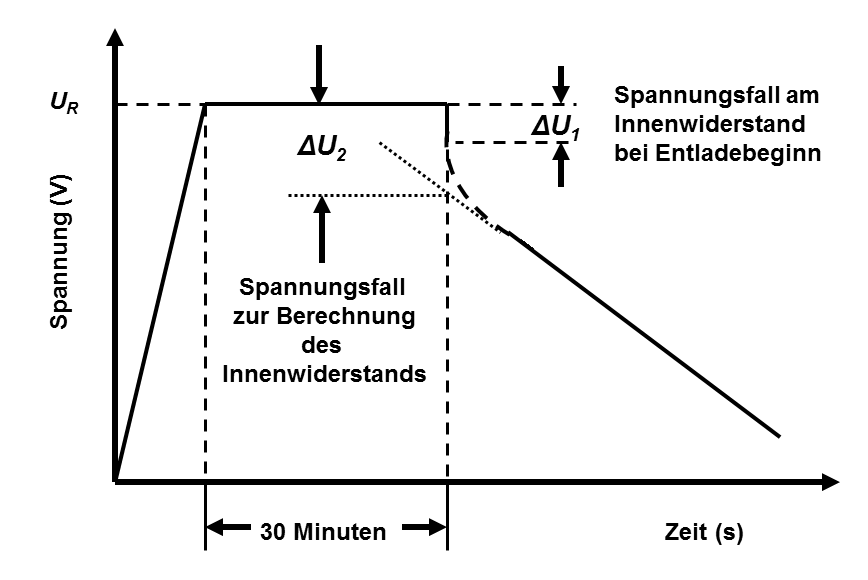
Die Berechnung des Innenwiderstands erfolgt mit dem Spannungsfall, der sich aus der Verlängerung des graden Abschnitts der Entladespannung im Schnittpunkt des Entladebeginns ergibt

Das Laden oder Entladen eines Doppelschichtkondensators ist verbunden mit einer Polarisierung der Ionen im Elektrolyten und einer Bewegung der Ladungsträger durch den Separator hindurch bis tief in die Poren der Elektroden hinein. Bei dieser Bewegung der Ionen im Elektrolyten treten Verluste auf, die als Innenwiderstand des Kondensators gemessen werden können. Mit dem elektrischen Modell seriell geschalteter RC-Glieder in den Poren der Elektroden im obigen Bild lässt sich dabei leicht erklären, dass der Innenwiderstand von Doppelschichtkondensatoren mit zunehmender Eindringtiefe der Ladungsträger in die Poren der Elektroden zeitverzögert zunimmt. Da die Ladungsträgerbeweglichkeit auch noch begrenzt ist, ist nicht nur die Kapazität, sondern auch noch der Innenwiderstand stark frequenzabhängig.
Beim Laden bzw. Entladen eines Kondensators ist der Stromfluss ein Gleichstrom. Der wirksame Innenwiderstand {\displaystyle R_{i}}, mitunter auch ESRDC genannt, ist deshalb ein Gleichstromwiderstand. Er wird über den Spannungsfall {\displaystyle \Delta U_{2}}, der sich aus der Verlängerung des graden Abschnitts der Entladespannung zum Zeitpunkt des Entladebeginns als Schnittpunkt mit der Entladekurve ergibt, nach folgender Formel berechnet:
{\displaystyle R_{i}={\frac {\Delta U_{2}}{I_{\text{Entlade}}}}}
Der Entladestrom für die Messung des Innenwiderstandes wird bei LICs vom jeweiligen Hersteller spezifiziert.
Eine andere, schnellere Messmethode zur Messung eines Innenwiderstandes bietet die Messung eines Wechselstromwiderstandes. Dieser Wechselstromwiderstand wird ESR genannt (en: Equivalent Series Resistance). Er wird bei 1 kHz gemessen und weist einen deutlich kleineren Widerstandswert auf.
Der Innenwiderstand {\displaystyle R_{i}} bestimmt mehrere Eigenschaften von Doppelschichtkondensatoren. Er begrenzt zum einen die Lade- bzw. Entladegeschwindigkeit des Kondensators. Zusammen mit der Kapazität {\displaystyle C} des Kondensators ergibt sich die Zeitkonstante {\displaystyle \tau } mit
{\displaystyle \tau =R\cdot C}
Diese Zeitkonstante bestimmt die zeitliche Grenze, mit der ein Kondensator ge- bzw. entladen werden kann. Ein 100-F-Kondensator mit dem Innenwiderstand von 30 mΩ hat z. B. eine Zeitkonstante von 0,03 · 100 = 3 s, d. h., nach 3 s Laden mit einem nur durch den Innenwiderstand begrenzten Strom hat der Kondensator 62,3 % der Ladespannung erreicht. Da bis zum vollständigen Laden des Kondensators eine Zeitdauer von etwa 5 {\displaystyle \tau } benötigt wird, hat die Spannung dann nach etwa 15 s die Ladespannung erreicht.
Der Innenwiderstand {\displaystyle R_{i}} ist aber auch der begrenzende Faktor, wenn mit Lithium-Ionen-Kondensatoren der Vorteil der schnellen Lade-/Entladefähigkeit gegenüber Akkumulatoren ausgenutzt werden soll. Denn bei den sehr hohen Lade- und Entladeströmen {\displaystyle I}, die bei Leistungsanwendungen mit diesen Kondensatoren auftreten, treten interne Verluste {\displaystyle P_{\text{v}}} auf,
{\displaystyle P_{\text{v}}=R_{\text{i}}\cdot I^{2}}
die über den Innenwiderstand {\displaystyle R_{\text{i}}} zu einer Erwärmung des Kondensators führen. Diese Erwärmung ist die Hauptursache für die größenmäßige Begrenzung der Lade- und Entladeströme, insbesondere bei häufig auftretenden Lade-/Entladevorgängen.
Da sowohl die Ladungsträgerbeweglichkeit der Ionen im Elektrolyten, als auch die Leitfähigkeit des Elektrolyten gegenüber Elektronen in metallischen Leitern deutlich geringer ist, ist der Innenwiderstand {\displaystyle R_{\text{i}}} von EDLCs höher als bei anderen Kondensatortechnologien jedoch deutlich kleiner als bei Akkumulatoren und zeigt auch ein deutlich besseres Tieftemperaturverhalten. Allerdings hängen beide Eigenschaften stark von der Zusammensetzung des Elektrolyten ab und unterscheiden sich deutlich bei den unterschiedlichen Baureihen der verschiedenen Hersteller.

### Leistungsdichte und Energiedichte

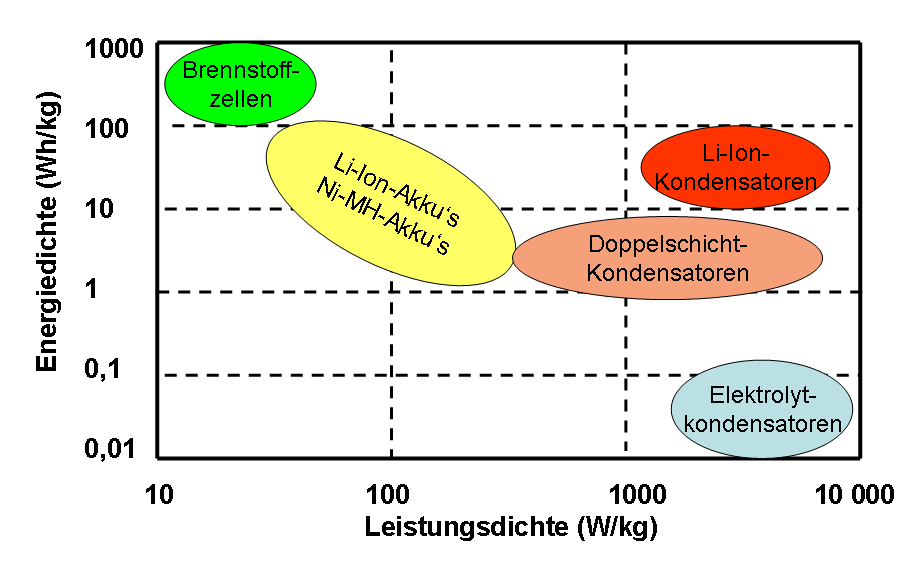
Vergleich von Leistungs- und Energiedichte einiger Energiespeicher

Vergleich von Leistungs- und Energiedichte einiger Energiespeicher.

Lithium-Ionen-Kondensatoren können im Vergleich zu Akkumulatoren deutlich schneller ge- oder entladen werden und erhöhen somit die Verfügbarkeitszeit der Geräte. Dieses ist ein entscheidendes Einsatzkriterium von LICs gegenüber Akkumulatoren und findet sich im Begriff der Leistungsdichte wieder, eine Leistungsangabe, die entweder auf ihre Masse bezogen ist und dann als gravimetrische Leistungsdichte in kW/kg oder als Volumenleistungsdichte in kW/cm3 angegeben wird. Sie ist durch die Wärmeentwicklung bei der Strombelastung über den Innenwiderstand bestimmt. Hohe Leistungsdichten ermöglichen Anwendungen zur Pufferung von Verbrauchern (Energiespeicher), die kurzzeitig einen hohen Strom benötigen oder abgeben (z. B.: Nutzbremsung).
Die Energiedichte dagegen ist das Maß für die speicherbare elektrische Energie in einem Kondensator. Sie ist ein wichtiger Kennwert zum Vergleich mit Akkumulatoren und wird als gravimetrische Energiedichte in Wh/kg oder kWh/kg angegeben. Mitunter wird die Energiedichte auch auf das Bauvolumen bezogen, dann wird sie als volumetrische Energiedichte in Wh/cm3 oder kWh/cm3 angegeben.
Leistungsdichte und Energiedichte werden meist in einem sogenannten Ragone-Diagramm dargestellt. Mit einem solchen Diagramm ist die Einordnung einer bestimmten Speichertechnologie im Vergleich mit anderen Technologien visuell anschaulich darstellbar.
Das Ragone-Diagramm der Energiedichte über der Leistungsdichte zeigt deutlich, dass Lithium-Ionen-Kondensatoren eine etwa vierfach höhere Speicherfähigkeit elektrischer Energie gegenüber EDLCs haben, ohne dabei die Fähigkeit des schnellen Ladens und Entladens mit hohen Lade- und Entladeströmen zu verlieren.

### Lebensdauer
Generell ist die Lebensdauer von Lithium-Ionen-Kondensatoren stark abhängig von der Reinheit und der Qualität der verwendeten Materialien. Darüber hinaus hängt die Lebensdauer ähnlich der von Doppelschichtkondensatoren von der Betriebsspannung und von der Betriebstemperatur ab. Allerdings befindet sich diese neue Kondensatortechnologie heute (2011) noch in der Startphase, so dass weiterführende Informationen noch nicht zur Verfügung stehen.

### Zyklusfestigkeit
Die Fähigkeit von Kondensatoren, einen niederohmigen Lade- und Entladebetrieb überstehen zu können, wird mit dem Begriff „Zyklusfestigkeit“ umschrieben. Die Ströme, die beim Laden- bzw. Entladen von Lithium-Ionen-Kondensatoren auftreten, können sehr groß werden. Beispielsweise wurden zur Überprüfung der Eignung von LICs mit der Kapazität von 2000 F für die Energierückgewinnung bei Bussen oder großen industriellen Maschinen die Kondensatoren mit 50, 100 und 150 A im Zyklusbetrieb mit 60 s Zyklusdauer getestet.
Bei solch hohen Strömen tritt nicht nur eine starke interne Erwärmung der Kondensatoren auf, bei der die Wärmeausdehnung einen zusätzlichen Stressfaktor bildet, sondern es entstehen auch noch starke elektromagnetische Kräfte mit Auswirkung auf die Festigkeit der Elektroden-Kollektor-Verbindung. Eine große Zyklusfestigkeit von Lithium-Ionen-Kondensatoren mit bis zu 500.000 Zyklen, wobei die Kapazitätsänderung gegenüber dem Anfangswert kleiner ±10 % beträgt, ist also nicht nur eine Frage der chemischen Stabilität der Bestandteile, sondern auch noch Ergebnis einer mechanisch robusten und stabilen Konstruktion.

### Reststrom und Selbstentladung
In geladenen Lithium-Ionen-Kondensatoren kann, wie in allen hochkapazitiven Kondensatoren, ein sogenannter Reststrom, auch Leckstrom genannt, auftreten. Dieser Reststrom ist temperatur- und spannungsabhängig. Je höher die Temperatur und je höher die Spannung desto größer ist der Reststrom.
Spezifiziert wird der Reststrom unter dem Begriff „Selbstentladung“. Dabei wird der Spannungsverlust innerhalb einer definierten Zeit angegeben. Die Selbstentladung ist bei den Lithium-Ionen-Kondensatoren geringer als bei Standard-Doppelschichtkondensaten und etwa so groß wie bei Akkumulatoren und beträgt etwa 5 % pro Monat bei Raumtemperatur.

### Kennwerte im Vergleich
Lithium-Ionen-Kondensatoren sind erst in einigen wenigen Standardtypen auf dem Markt deren technische Beschreibungen teilweise noch sehr unvollständig sind. Bei dieser neuen Technologie werden erst in einigen Jahren weitere durch Kundenanforderungen entwickelte Typen das Angebot erweitern. Die Kennwerte der zur Zeit (2011) angebotenen Lithium-Ionen-Kondensatoren der unterschiedlichen Hersteller sind auch ein Spiegel des jeweiligen Entwicklungsstandes.
| Hersteller Typ   | Maximale Spannung in V | Minimale Spannung in V | Kapazität in F | Innen- widerstand in mΩ | Maximaler Strom in A | Lade-/ Entlade- zyklen | Energiedichte in Wh/kg | Abmessungen in mm | Abmessungen in mm | Abmessungen in mm |
| Hersteller Typ   | Maximale Spannung in V | Minimale Spannung in V | Kapazität in F | Innen- widerstand in mΩ | Maximaler Strom in A | Lade-/ Entlade- zyklen | Energiedichte in Wh/kg | B                 | L                 | H                 |
| ---------------- | ---------------------- | ---------------------- | -------------- | ----------------------- | -------------------- | ---------------------- | ---------------------- | ----------------- | ----------------- | ----------------- |
| ACT Premlis      | 4,0                    | 2,0                    | 2000           | 5,5                     | 100                  | 70000                  | 15                     | -                 | -                 | -                 |
| FDK EneCapTen    | 4,0                    | —                      | 2000           | 1,5                     | —                    | 500000                 | 14                     | 100               | 110               | 13                |
| JM Energy Ultimo | 3,8                    | 2,2                    | 2200           | 1,5                     | 100                  | —                      | 11…14                  | 138               | 106               | 10,5              |
| NEC-Tokin LIC    | 3,8                    | 2,2                    | 1100           | 1,8                     | —                    | 10000                  | 14                     | 192               | 95                | 5,5               |
| Taiyo Yuden LIC  | 3,8                    | 2,2                    | 200            | 50                      | 2…10                 | 100000                 | 10                     | 25                | 25                | 40                |

### Hinweis zur Kennzeichnung der Polarität
Lithium-Ionen-Kondensatoren speichern die elektrische Energie mit einem elektrochemischen Prozess. Damit ähneln sie in ihrer Wirkungsweise den Akkumulatoren. Bei der Kennzeichnung der Elektroden durch die Begriffe Anode und Kathode kann es, je nachdem, ob ein Bauelement als Erzeuger oder als Verbraucher betrachtet wird, deshalb zu Verwechslungen kommen. Denn bei einem elektrischen Erzeuger für Gleichspannung (Akkumulator) hat die Kathode positive Polarität (+). Dahingegen hat bei einem elektrischen Verbraucher – Kondensatoren sind Verbraucher – die Kathode negative Polarität (−). Im Folgenden werden deshalb die Elektroden nur mit ihrer Polarität benannt.

## Vor- und Nachteile

### Vor- und Nachteile gegenüber LI-Akkus
Die hybride Konstruktion von Lithium-Ionen-Kondensatoren mit einer negativen, mit Lithium-Ionen dotierten Akkumulator-Elektrode und einer positiven Lithium-freien Doppelschichtelektrode aus Aktivkohle bietet einige grundsätzliche Vorteile gegenüber Lithium-Ionen-Akkumulatoren.
- Die Brandgefahr ist deutlich geringer. Denn in Lithium-Ionen-Akkumulatoren kann es bei Überladung oder Überlastung an der positiven Elektrode zu chemischen Reaktionen mit Brandgefahr kommen, wenn Lithium-Metalloxide vom Spinell-Typ mit dem Elektrolyten reagieren. Da Lithium-Ionen-Kondensatoren aber eine Lithium-freie Doppelschicht-Elektrode besitzen, können keine chemischen Reaktionen mit dem Elektrolyten stattfinden. Sie können unter Umständen sogar einen „Nageltest“ überstehen[15].
- Sie haben außerdem einen deutlich geringeren Bedarf an Lithium
- und verwenden nur umweltfreundliche Materialien, verbotene Schwermetalle werden nicht eingesetzt

Die Speicherung der elektrischen Energie erfolgt bei den LI-Kondensatoren durch zwei physikalische Vorgänge, statisch in der Doppelschicht und faradaysch in der Pseudokapazität und nicht durch einen chemischen Prozess wie bei Li-Ionen-Akkus. Dadurch besitzen LICs folgende Vorteile:
- LICs können nicht überladen werden, wenn die anliegende Spannung im Nennspannungsbereich bleibt.
- Sie besitzen eine deutlich höhere Leistungsdichte mit der Fähigkeit der schnellen Ladung und Entladung
- LICs sind Zyklusfest und sie weisen eine deutlich höhere Lade-/Entladezyklenzahl von mindestens 500.000 Zyklen innerhalb der Lebensdauer auf
- LICs besitzen eine deutlich längere Lebensdauer (> 10 Jahre), weil durch das weitgehende Fehlen chemischer Prozesse die Kennwerte nicht beeinflusst werden.
- Ein kleinerer Innenwiderstand, der sehr hohe Spitzenströme bei geringerer Eigenerwärmung bei großen Strömen ermöglicht, wird ebenfalls durch die Art der Speicherung ohne chemische Prozesse erklärbar,
- LICs haben einen größeren Temperaturbereich, −20 bis 70 °C gegenüber −20 bis 60 °C
- Sie sind wartungsfrei

Dagegen stehen folgende Nachteile gegenüber LI-Akkumulatoren:
- Der Preis ist deutlich höher
- Die Energiedichte ist deutlich geringer, das heißt, ein LIC speichert deutlich weniger elektrisch Energie pro Bauvolumen als ein LI-Akku
- Die Anzahl der Anbieter ist (noch) recht begrenzt

### Vor- und Nachteile gegenüber EDLCs
Auch gegenüber Doppelschichtkondensatoren weisen Lithium-Ionen-Kondensatoren Vorteile auf:
- Sie besitzen eine deutlich höhere Energiedichte mit etwa der vierfach höheren Speicherfähigkeit bezogen auf das gleiche Bauvolumen
- und die höhere Nennspannung von etwa 3,8 V erleichtert durch Verringerung von Schaltverlusten die Konzeption der elektronischen Ansteuerung.

Dagegen stehen folgende Nachteile:
- eine geringere Zyklusfestigkeit mit einer geringeren Lade-/Entladezyklenzahl
- eine Mindestspannung von 2,2 V darf nicht unterschritten werden
- die LI-Kondensatoren sind außerdem nicht kurzschlussfest
- der Preis von LI-Kondensatoren ist deutlich höher als der von EDLCs

## Anwendungen und Markt
Lithium-Ionen-Kondensatoren als recht neue Kondensator-Technik befindet sich in den Jahren 2010 und 2011 in der Phase der Industrialisierung. Das heißt, die Kondensator-Hersteller bereiten ihre Fertigung auf eine zukünftige Massenproduktion vor und Elektronik-Hersteller entwickeln neue Schaltungen und Konzepte. Angeboten werden die Kondensatoren von mehreren Herstellern unter unterschiedlichen Namen: „Premlis“, ACT, „EneCapTen“, FDK, „Ultimo“, JM Energy, „Nano-hybrid Capacitor“, NCC, „LIC“, NEC-Tokin. „Lithium Ion Capacitor“, Taiyo Yuden,
Lithium-Ionen-Kondensatoren zeichnen sich durch eine höhere Energiedichte gegenüber Doppelschicht- und Superkondensatoren aus und haben die gleiche hohe Leistungsdichte, also die gleiche Fähigkeit zur schnellen Ladung und Entladung. Deshalb werden zunächst schon bestehende Applikationen, in denen Doppelschicht- oder Superkondensatoren eingesetzt werden, durch neue LICs ersetzt, weil die Lösung mit Lithium-Ionen-Kondensatoren entweder zu geringerem Platzbedarf oder bei Ausnutzung des vorhandenen Raumes zur höheren Energiedichte führt. Hierbei sind folgende Anwendungen zu nennen:
- Energie-Zwischenspeicherung in Windkraftanlagen und in der photovoltaischen Stromerzeugung (Solaranlagen) bei schwankenden Lasten
- Unterbrechungsfreie Stromversorgungssystemen (USV),
- Energiespeicherung in autarken Straßenbeleuchtungen.[30]
- Energetischen Rückgewinnung in Bremssystemen von industriellen Anlagen, wie Gabelstapler und Krane,
- Energetischen Rückgewinnung in Bremssystemen von Bahnen, Zügen und Bussen (Rekuperation)[15]
- Akku-Ersatz für elektrische Schraubendreher, schnelles Laden möglich[31]

Der Markt für Lithium-Ionen-Kondensatoren wird für das Jahr 2020 auf etwa 60 Millionen Euro mit rund 40 Millionen Stück geschätzt.

## Entwicklungstendenzen
Lithium-Ionen-Kondensatoren wurden Anfang des neuen 21. Jahrhunderts entwickelt. Die globale Vermarktung begann 2005 durch FDK, Asahi Chemical Industry (ACT) folgte 2006, danach JMEnergy. Die ersten dieser Hybrid-Kondensatoren, die das Speicherprinzip der Doppelschicht-Kondensatoren mit der Akku-Speichertechnik der Lithium-Ionen-Akkumulatoren in einem Gehäuse miteinander verbanden, arbeiteten mit Elektroden aus Aktivkohle. Die negative Elektrode wurde in diesen Kondensatoren mit Lithium-Ionen dotiert, die positive Elektrode entsprach der eines herkömmlichen EDLCs. Als Elektrolyt kam eine wasserhaltige Lösung leitfähiger Salze zum Tragen.
Um das Temperaturverhalten zu verbessern und die Kondensatoren speziell für den Einsatz im Automotive-Bereich geeignet zu machen, wurde bei der Weiterentwicklung der LICs der wasserhaltige Elektrolyt durch einen mit Lithiumsalzen versehenen Elektrolyten auf der Basis organischer Lösungsmittel ersetzt.
Eine weitere Entwicklung fand bei den Elektroden statt. Obwohl die Aktivkohle eine extrem große Oberfläche aufweist, wurden Materialien gefunden, deren Struktur noch größere Oberflächen besitzen. Leitfähige Polymere, wie Pentacen oder Polythiophen haben solch große innere Oberflächen. Durch Dotierung der negativen Elektrode mit Lithium oder Lithiumtitanat (Li4Ti5O12) werden sehr gute Leitfähigkeitswerte erreicht. Untersuchungen am Los Alamos National Laboratory zeigten, dass bei LICs mit solchen Elektroden Energiedichten von 39 Wh/kg und Leistungsdichten von 35 kW/kg erreicht werden.
Angeregt durch den immer stärkeren werdenden Druck aus dem Automotiv-Bereich nach Speichern elektrischer Energie mit hoher Kapazität und schneller Reaktionszeit beschäftigen sich mit den Lithium-Ionen-Kondensatoren eine ganze Reihe von Forschungsvorhaben. Auch die relativ neue Technik, Kohlenstoffnanoröhren in großer Präzision mit größeren Abmessungen herstellen zu können, wurde hinsichtlich der kapazitiven Eigenschaften untersucht. An der University of Tokyo, Graduate School of Agriculture, wurden in die Kohlenstoffnanoröhrchen nanokristallines Lithiumtitanat eingelagert. Die daraus resultierenden Elektroden können spezifische Kapazitätswerte bis zu 180 F/g erreichen. Entsprechend aufgebaute Kondensatoren, die „Nanohybrid-Kondensatoren“ genannt werden, erreichen Energiedichten von 40 Wh/l und Leistungsdichten von 7,5 kW/l und können damit genau so schnell wie herkömmliche EDLCs geladen bzw. entladen werden.